# KMT (chaîne de télévision)
 (septembre 2012).
Si vous disposez d'ouvrages ou d'articles de référence ou si vous connaissez des sites web de qualité traitant du thème abordé ici, merci de compléter l'article en donnant les références utiles à sa vérifiabilité et en les liant à la section « Notes et références ».
Kanal Martinique Télévision (ou KMT en abrégé) est une chaîne de télévision associative locale à vocation sociale et éducative centrée sur l'actualité en Martinique et dans la Caraïbe.

## Histoire de la chaîne
KMT a vu le jour un 22 mai 2004, jour de la commémoration de l'abolition de l'esclavage en Martinique. Autonomiste, la chaîne se présente dans son site internet comme « la première télévision authentiquement martiniquaise ». Elle croit « au talent de l'homme martiniquais » qui, toujours selon son site, aurait vocation à se « hisser au-dessus du destin insuffisant que certains tentent de nous construire ». Ses slogans sont : « KMT aime la Martinique et les Martiniquais » et : « Sé télé péyi-nou ! » (c'est-à-dire : « C'est la télé de notre pays ! »). Le Conseil supérieur de l'audiovisuel (CSA) a autorisé la diffusion de la chaîne sur le multiplex du réseau ROM1 pour une durée de dix ans à compter du 11 août 2015.

## Identité visuelle
L'habillage d'antenne (logo, autopromotion, publicités...) a été repensé courant 2009. Les deux autres médias de l'ADTMC (Le Canal Local LCL, chaîne tv du câble et FM Plus, la radio tout info) ont adopté le même habillage que KMT.

### Logos

Logo de KMT du 22 mai 2004 jusqu'à avril 2009.
Logo de KMT d'avril 2009 à 2014.
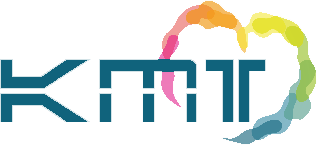
Logo de KMT depuis 2014.

### Slogans
- KMT sé télé péyi nou
- KMT aime la Martinique et les Martiniquais (zes)

## Organisation

### Financements
L'Association pour le développement des techniques modernes de communication (ADTMC), présidée par Roland Laouchez, porte KMT ainsi que la chaîne câblée le Canal local (LCL) et la radio d'informations continues FM Plus. L'ADTMC disposerait d'une dizaine de salariés[réf. nécessaire].

## Programmes
KMT est une chaîne de télévision considérée comme proche des milieux nationalistes martiniquais, diffusant 24 heures sur 24 un large choix d'émissions (sports, culture, politique, religion, musique, voyance...).
La chaîne ne propose que des productions locales diffusées plusieurs fois dans la semaine :
- Le journal de KMT / Ils et elles ont dit
- Dialogue avec la presse
- 100%politik
- Afro K
- Le Squat Tv
- Lavi-a-bel
- KMT sports
- Sports passion
- Conversation
- Culture, patrimoine et musique
- Black boss
- Depuis Paris
- Sauvegarde et constats
- Rendez-vous de nous-mêmes
- assemblées de nos élus(le samedi matin)
- Le tribunal de nous-mêmes
- Kay doktè
- Ti Sonson ô tribinal
- Yonn a lot
- La forme en famille
- An nou kozé divini yich-nou
- 15 minutes de nouvelle
- Punch en musique
- Sketch lefouben (après le journal)
- Gospel show
- 1 heure de bonheur
- Lyannaj
- kompran la vi-a
- Mouvance
- 2 3 ti mo
- Clips, concerts, émissions religieuses, voyance, etc.

## Controverses
La chaîne a fait l'objet d'une mise en demeure du Conseil supérieur de l'audiovisuel (CSA) le 20 novembre 2007, « à la suite de la diffusion, dans le journal télévisé du 5 juin 2007, d'une intervention hostile aux personnes originaires de métropole ». Camille Chauvet, professeur d'histoire qui commentait ce soir-là le journal télévisé, avait prononcé ces mots : « Si cette banque doit aider des Européens à s'installer en Martinique, il faut la faire exploser tout de suite, il faut foutre deux tonnes de plastic dans cette banque et la foutre en l'air. » Cela incite à des « comportements délinquants », a estimé le conseil qui a relevé que ce même intervenant a tenu d'autres « propos hostiles aux "Français" (visant les personnes d'origine métropolitaine) et s'est déclaré favorable à l'instauration d'une "préférence martiniquaise" », ces propos étant « contraires aux valeurs d'intégration et de solidarité qui sont celles de la République ».
Camille Chauvet, intervenant régulier de cette chaîne, est controversé. Les réactions ulcérées de téléspectateurs à ses interventions ont inspiré une spéciale de Dialogue avec la presse sur le thème : « Chauvet, faut-il le brûler ? » En dehors de cette émission, l'homme a affirmé en public que yo (« eux ») sont les Blancs — hormis les Békés qu'il considère « Martiniquais ». Camille Chauvet commentait, à un atelier des états-généraux de Martinique (mémoire, culture et identité), le slogan Matinik sé tannou, Matinik sé pa tayo (« la Martinique est à nous, la Martinique n'est pas à eux ») entendu lors du blocage de l'île au début de 2009.

## Diffusion
KMT est diffusée dans le département de la Martinique sur le multiplex ROM1 de la TNT au standard MPEG-4 depuis le 30 novembre 2010.
La chaîne est également diffusée sur le réseau câblé SFR/Numericable qui dessert les communes de Fort-de-France, Schœlcher, Le Lamentin, Ducos, Le Robert, Saint-Joseph, Saint-Esprit, Rivière-Salée et Gros-Morne et est diffusée sur les bouquets Canalsat Caraïbes et TNT+. Elle est aussi disponible chez l'ensemble des fournisseurs internet aux Antilles : mediaserv/canalbox, SFR Caraïbe et Orange Caraïbe, ainsi qu'en métropole.